# Bernard Ezi V d'Albret
Pour les articles homonymes, voir Bernard V.
Pour les autres membres de la famille, voir Maison d'Albret.
Bernard Ezi V d'Albret ou Bernard Ez V d'Albret (Ezi est parfois orthographié Aiz, et Bernard parfois numéroté II ou IV) est seigneur d'Albret de 1324 à 1358 et vicomte de Tartas. Né en 1289/1295 et mort en 1359, il est un des fidèles soutiens du roi d'Angleterre en Gascogne, pour le compte duquel il exerce de 1338 à 1341 la charge importante de lieutenant du duché d'Aquitaine.

## Biographie
Bernard Ezi est le fils d'Amanieu VII d'Albret et de Rose de Bourg, dame de Vertheuil et de Vayres. Il est né entre septembre 1289 et août 1295.
Il épouse le 31 janvier 1311 Isabelle, fille d'Arnaud de Gironde, qui meurt peu de temps après le 22 septembre 1318, sans enfant. Bernard Ezi se remarie le 21 mai 1321 avec Mathe, fille de Bernard VI d'Armagnac. Le couple aura douze enfants, dont son héritier Arnaud-Amanieu d'Albret.
En 1330, Édouard III d'Angleterre envoie une mission en Gascogne pour susciter des alliances avec les nobles locaux. Bernard tente de négocier un mariage entre son fils aîné et héritier Arnaud-Amanieu et une fille d'Edmond de Woodstock. Ses plans échouent, mais il obtient néanmoins de l'argent et des terres. 
En 1337, Bernard et Oliver d'Ingham sont nommés conjointement lieutenants du duché d'Aquitaine, un poste principalement de nature militaire.  Il se révèle être l’un des barons gascons les plus fidèles à la cause anglaise. 
En 1351, son deuxième fils, Bernard, se fiance à Isabelle, fille aînée d'Edouard III, mais le mariage n'est pas conclu.   
Il meurt en 1359, après avoir rédigé un testament en mars 1341.
Bernard Ezi d'Albret et Mathe d'Armagnac ont douze enfants, qu'on peut lister d'après les testaments de leur père en 1341 et en 1358 :
- Amanieu, fils aîné en 1341, mort avant 1351 ;
- Bernard Ez, né avant le 24 janvier 1338, mort en décembre 1351 ;
- Jean, cité comme troisième fils en 1341, cité pour la dernière fois en 1350, peut-être mort le 31 août 1356 ;
- Arnaud-Amanieu d'Albret, quatrième fils, qui succèdera à son père ;
- Guitard cinquième fils cité en 1338 et 1341, Vicomte de Tartas en 1358, mort en 1359 ;
- Gales, sixième fils cité en 1338 et 1341, décédé avant 1358 ;
- Bérard, septième fils cité en 1341 et quatrième en 1358, seigneur de Sainte-Bazeille par son mariage en 1357 avec Hélène de Caumont ;
- Bernard, né après 1341, cité comme frère mineur en 1358, évêque nommé de Dax de juin à novembre 1362, date de son décès ;
- Géraud, cité en 1358, seigneur de Gosse, Seignane, Auribat, Born et Brassenx ;
- Jeanne, aînée des filles, citée en 1341, épouse le 8 juillet 1350 Jean comte de L'Isle, morte avant le 15 juillet 1359 ;
- Rose, seconde fille citée en 1341, épouse le 27 novembre 1350 Jean III de Grailly, captal de Buch ;
- Mathe, troisième fille citée en 1341, morte avant 1358 ;
- Marguerite, quatrième fille citée en 1341, citée comme clarisse au couvent de Nérac en 1358 ;
- Cécile, dernière fille, née entre 1341 et 1358, clarisse également[5].

Selon l'hypothèse traditionnelle, Bertucat d'Albret, un des plus célèbres routiers du XIVe siècle, est un fils bâtard de Bernard Ezi V d'Albret, à moins qu'il ne soit le fils de Bérard II de Vayres, hypothèse plus récente.